# Michael McGlinchey
Michael McGlinchey (Wellington, 7 de janeiro de 1987) é um futebolista profissional neozelandês que atua como volante, e atualmente defende o Wellington Phoenix.

## Carreira
Michael McGlinchey fez parte do elenco da Seleção Neozelandesa de Futebol na Copa de 2010 e nas Olimpíadas de 2012.